# Ucraina orientale

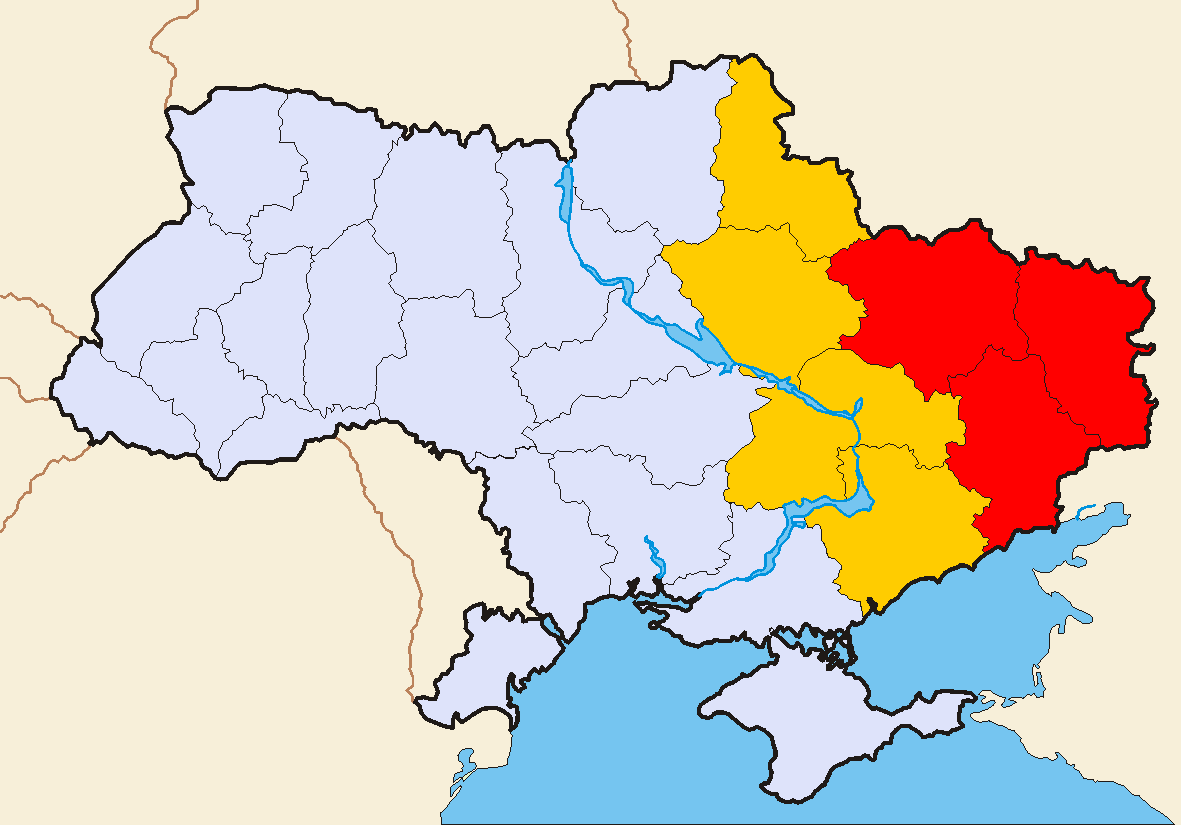
Molte oblast' possono essere identificate come "Ucraina orientale":
Rosso - sempre considerate parte dell'Ucraina orientale
Arancione - talvolta considerate parte dell'Ucraina orientale

     Rosso - sempre considerate parte dell'Ucraina orientale
     Arancione - talvolta considerate parte dell'Ucraina orientale
L'Ucraina orientale, detta anche Est Ucraina, è un'importante area geografica e include generalmente i territori dell'Ucraina ad est del fiume Dnepr, in particolare la Sloboda Ucraina ed il bacino di Donec e la Novorossija. Almeno un terzo della popolazione ucraina abita in questa regione, che include tre città con una popolazione superiore al milione di abitanti. Il maggior fiume dell'Ucraina orientale è il Severskij Donec.
Il territorio è fortemente urbanizzato e comunemente associato al Donbass. Le tre maggiori città metropolitane formano un triangolo industriale. Le principali città sono:
- Charkiv
- Dnipro
- Donec'k
- Zaporižžja
- Luhans'k
- Mariupol'
- Kryvyj Rih
- Makiïvka

Le entità politiche storiche: Canato di Crimea, Repubblica Sovietica del Donec-Krivoj Rog, Slavo-Serbia, Sloboda Ucraina, Repubblica Popolare Ucraina e la Nuova Russia o Novorossiya.
Il russo è la lingua predominante della regione (nelle scuole della RSS Ucraina parlare ucraino era obbligatorio).

## Oblast'
| Oblast           | Nome locale              | Area in km2 | Popolazione nel 2001 Census | Popolazione nel 2012 Estimate | Note |
| ---------------- | ------------------------ | ----------- | --------------------------- | ----------------------------- | ---- |
| Donec'ka         | Донецька Область         | 26,517      | 4,825,563                   | 4,403,178                     |      |
| Charkivs'ka      | Харківська Область       | 31,418      | 2,914,212                   | 2,742,180                     |      |
| Luhans'ka        | Луганська Область        | 26,683      | 2,546,178                   | 2,272,676                     |      |
| Totale           |                          | 84,618      | 10,285,953                  | 9,418,034                     |      |
| Zaporiž'ka       | Запорізька Область       | 27,183      | 1,929,171                   | 1,791,668                     |      |
| Dnipropetrovs'ka | Дніпропетровська Область | 31,923      | 3,561,224                   | 3,320,299                     |      |
| Totale           |                          | 143,724     | 15,776,348                  | 14,530,001                    |      |